# Сегізбай (Омська область)
Сегізбай (рос. Сегизбай) — аул у Азовському німецькому національному районі Омської області Російської Федерації.
Належить до муніципального утворення Березовське сільське поселення. Населення становить 350 осіб.

## Історія
Згідно із законом від 30 липня 2004 року органом місцевого самоврядування є Березовське сільське поселення.

## Населення
| 1897 | 1924 | 1939 | 1963 | 1965 | 1970 | 1989 |
| ---- | ---- | ---- | ---- | ---- | ---- | ---- |
| 24   | ↗92  | ↗239 | ↗633 | ↗646 | ↘602 | ↘332 |
| 2002 | 2003 | 2010 |      |      |      |      |
| ↗371 | ↘369 | ↘350 |      |      |      |      |